# Jean-Jacques Bixiou
Jean-Jacques Bixiou é um personagem da Comédia Humana de Honoré de Balzac. Nascido em 1797 em Issoudun, ele aparece pela primeira vez em La Rabouilleuse, em que estuda em companhia de Joseph Bridau no atelier de Antoine-Jean Gros. É filho do coronel Bixiou e da viúva Descoings, por quem é aparentado aos Bridau “à moda da Bretanha”, como diz Félicien Marceau. É um caricaturista boêmio.
Como Joseph, Bixiou foi beneficiado com uma bolsa do liceu imperial, e também é ligado ao pintor Hippolyte Schinner (La Bourse). Porém, contrariamente à Joseph, ele não aprofunda seu talento, muito ocupado em festejar em companhia de Philippe Bridau e Florine, Madame du Val-Noble e inúmeros outros mundanos.